# Squilla mantis
Squilla mantis là một loài tôm tít chủ yếu được tìm thấy và đánh bắt ở vùng Địa Trung Hải. Nó phát triển lên đến chiều dài 200 mm (8 in) dài, và thuộc loại 'spearer.. Nhìn có màu nâu mờ và có hai điểm mắt giả màu nâu, vòng tròn trắng, tại chân của telson Các loài khác cũng được bán trong thị trường cá cảnh là Squilla mantis..

## Phân bố
Loài này đào hang trong đáy bùn và cát gần bờ biển của biển Địa Trung Hải và các khu vực ấm liền kề phía đông Đại Tây Dương, chúng ở trong hang vào ban ngày và đi kiếm ăn vào ban đêm, và chúng giao phố vào mùa.
Nó được tìm thấy xung quanh toàn bộ bờ biển của Địa Trung Hải và Đại Tây Dương về phía nam từ Vịnh Cádiz đến Angola, cũng như xung quanh quần đảo Canary, và Madeira. Trong lịch sử, nó từng có mặt ở Vịnh Biscay và quần đảo Anh, nhưng nay không còn ở đó nữa. 

## Hình ảnh

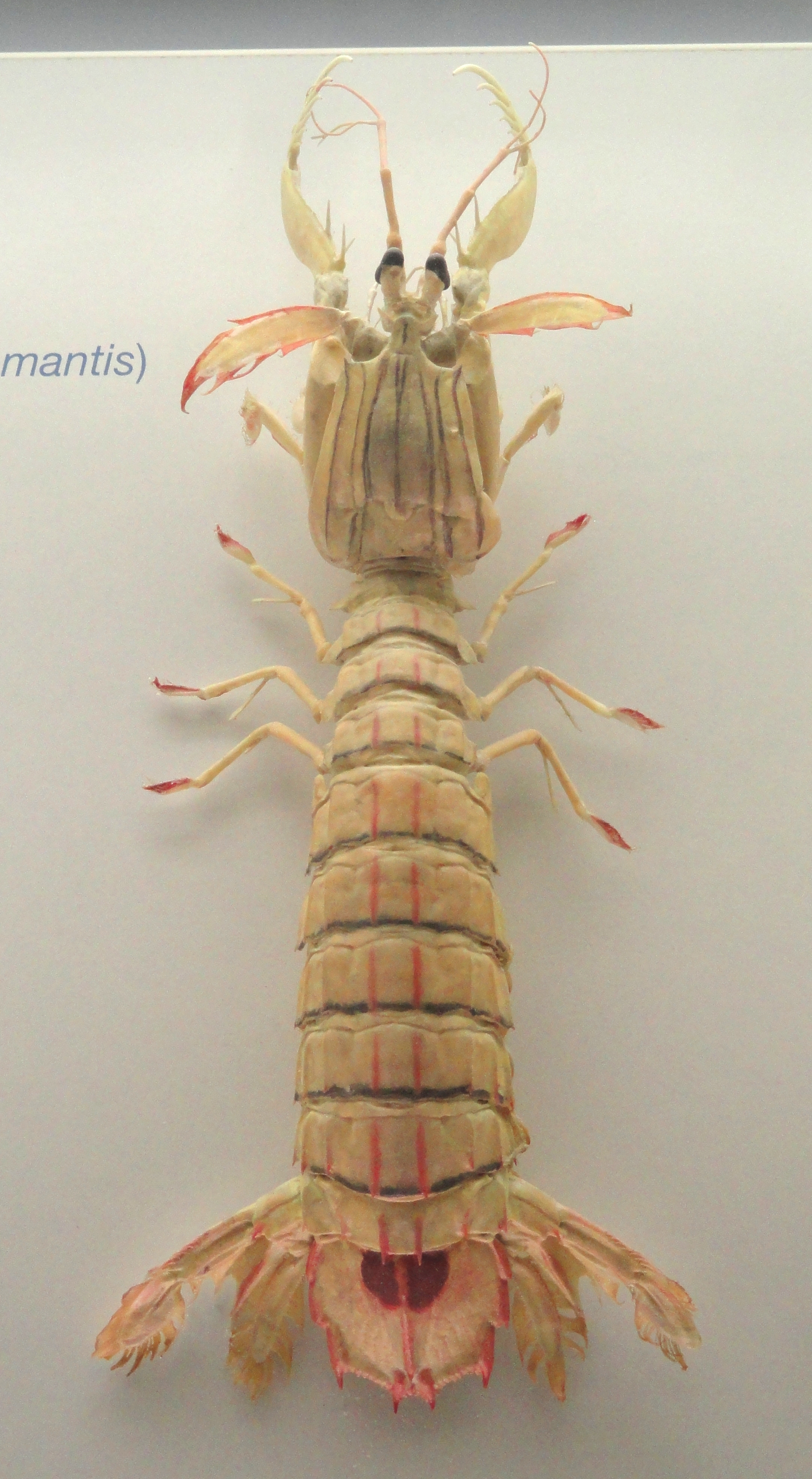
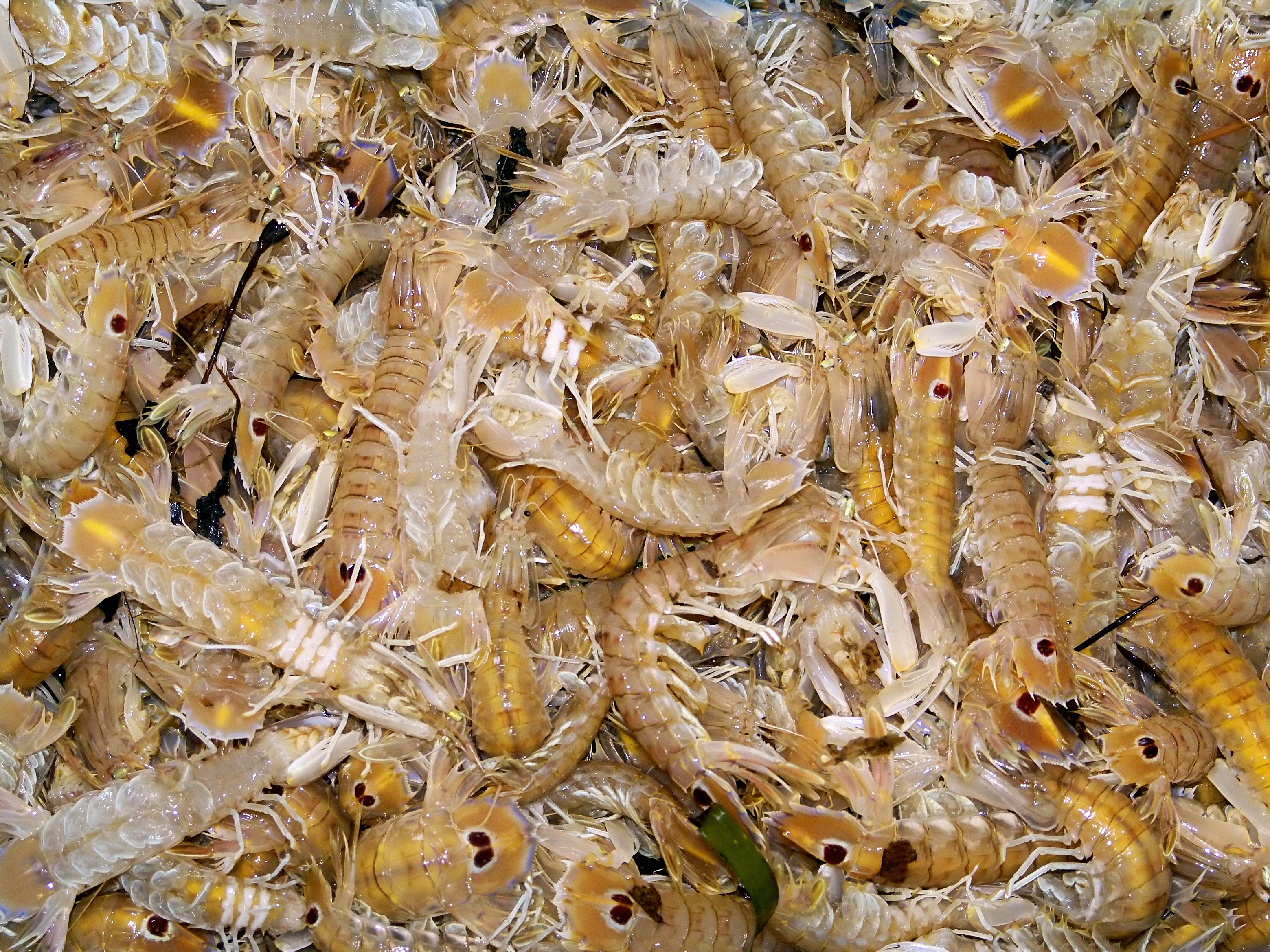
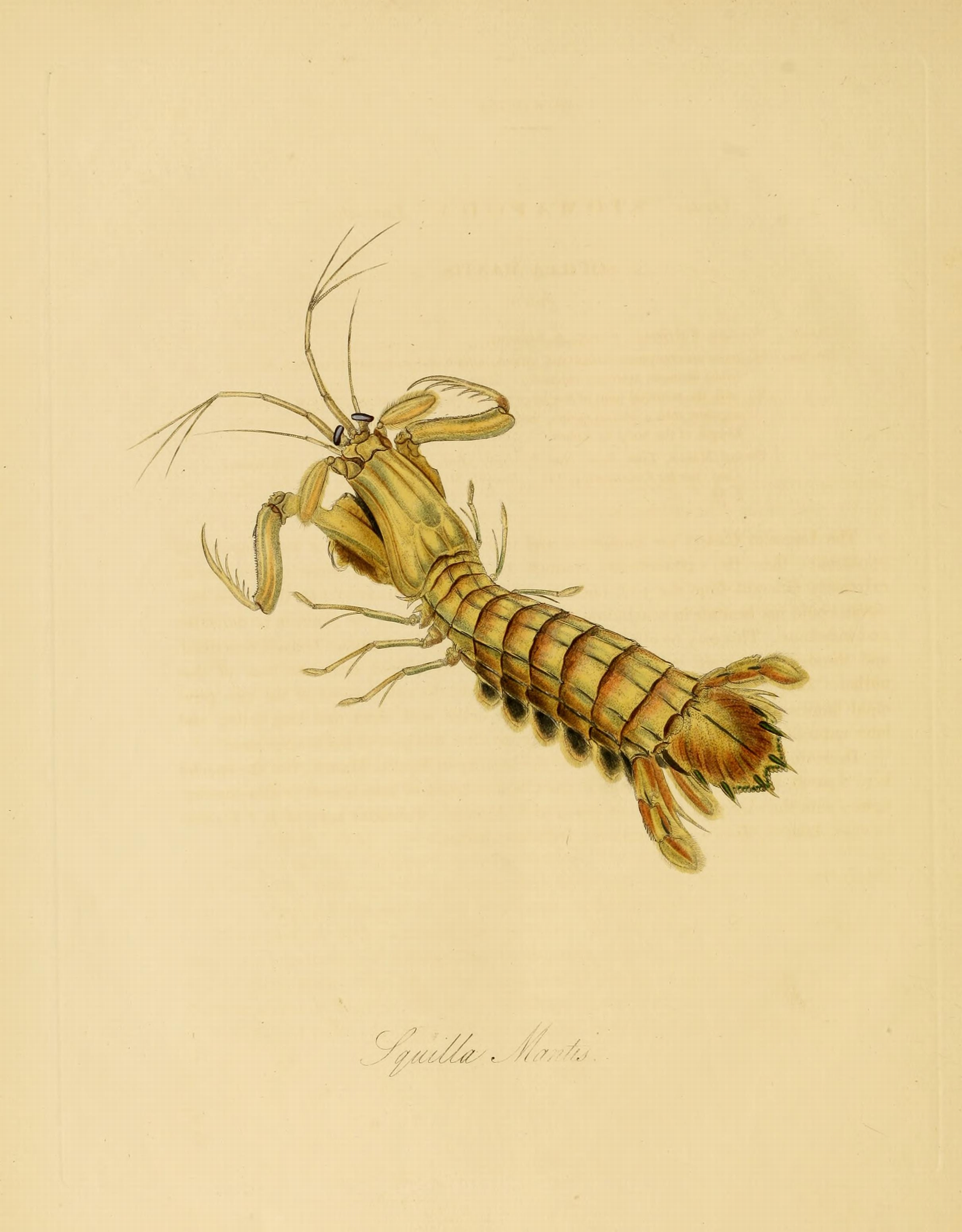
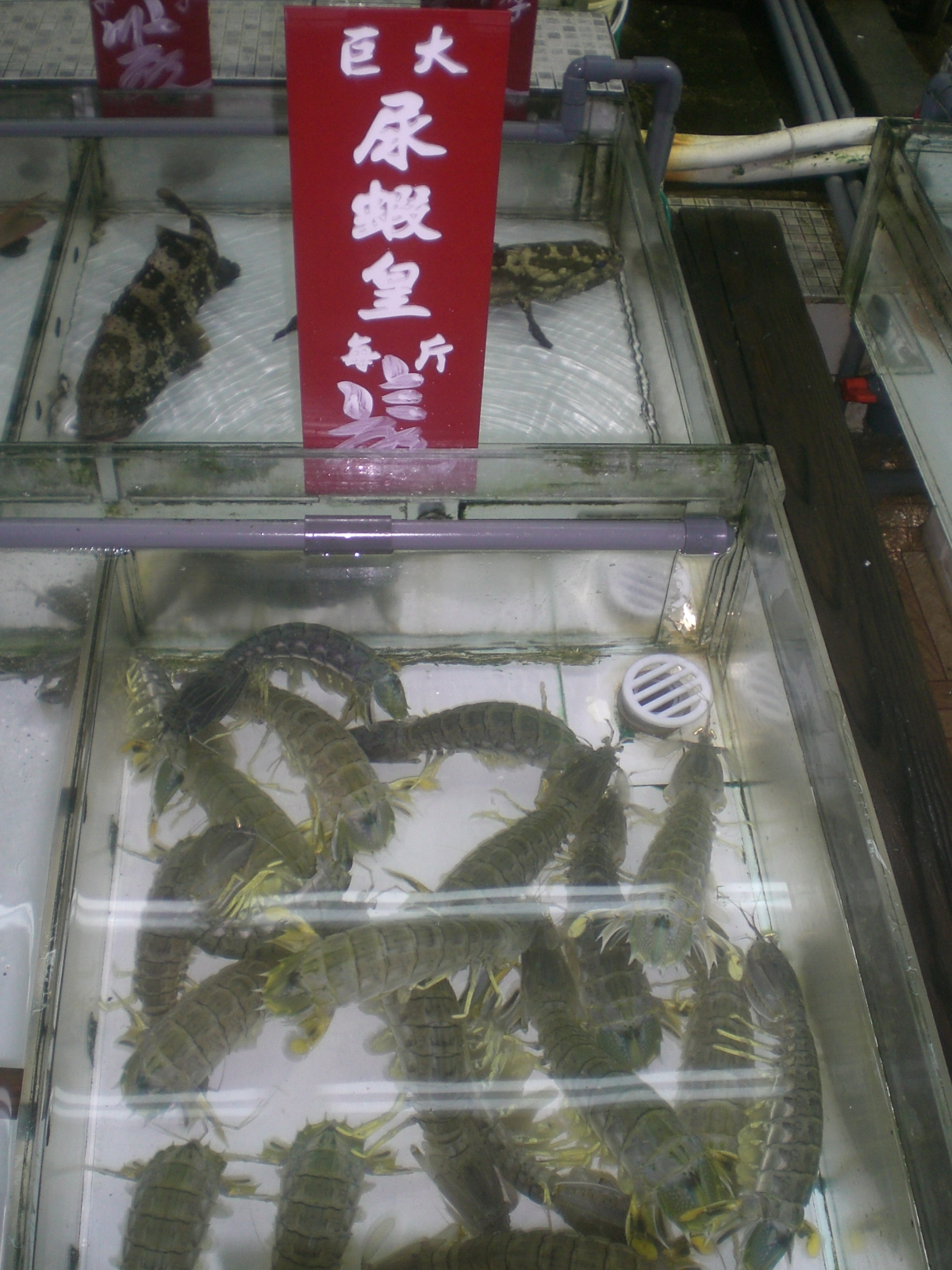